# Akrotiri (Cyprus)

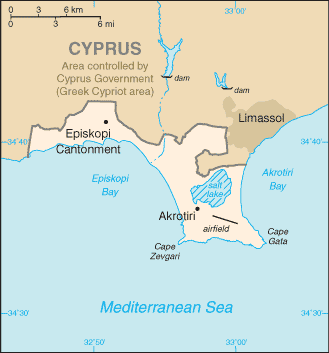
Ligging

Het Akrotiri-schiereiland is een kort schiereiland dat het zuidelijkste punt vormt van Cyprus. Het schiereiland wordt in het westen en het oosten begrensd door respectievelijk de Baai van Episkopi en de Baai van Akrotiri. Het schiereiland heeft twee kapen, namelijk Kaap Zevgari (zuidwesten) en Kaap Gata (zuidoosten).
Het schiereiland wordt gekenmerkt door het Zoutmeer van Akrotiri, dat net ten noorden van de Britse luchtmachtbasis RAF Akrotiri ligt.